# Пястово (Любуське воєводство)
Пястово (пол. Piastowo) — село в Польщі, у гміні Стшельці-Краєнські Стшелецько-Дрезденецького повіту Любуського воєводства.
Населення — 125 осіб (2011).
У 1975-1998 роках село належало до Гожовського воєводства.

## Демографія
Демографічна структура станом на 31 березня 2011 року:
|          | Загалом | Допрацездатний вік | Працездатний вік | Постпрацездатний вік |
| -------- | ------- | ------------------ | ---------------- | -------------------- |
| Чоловіки | 66      | 9                  | 51               | 6                    |
| Жінки    | 59      | 9                  | 32               | 18                   |
| Разом    | 125     | 18                 | 83               | 24                   |